# اولاندر (کارولینای شمالی)
اولاندر (به انگلیسی: Aulander) شهری در ایالت کارولینای شمالی کشور ایالات متحده آمریکا است که جمعیت آن در سرشماری سال ۲۰۱۰ میلادی، ۸۹۵ نفر بوده‌است.